# Monophyllaea leuserensis
Monophyllaea leuserensis är en tvåhjärtbladig växtart som beskrevs av Brian Laurence Burtt. Monophyllaea leuserensis ingår i släktet Monophyllaea och familjen Gesneriaceae. Inga underarter finns listade i Catalogue of Life.